# Rezervația naturală Pădurea Troianu
Pădurea Troianu (denumită de localnici "Cornetu") este o arie protejată de interes național ce corespunde categoriei a IV-a IUCN (rezervație naturală tip floristic și forestier) situată pe teritoriul  administrativ al comunei Comuna Troianul, Teleorman (între satele Troianu și Vatra). 
A fost declarată rezervație naturală prin H.G. nr. 2151/2004, pentru protejarea bujorului românesc, specie endemică amenințată cu dipariția. Rezervația are o suprafață de 71 hectare, fiind atribuită în custodie Direcției Silvice Alexandria.

## Așezare
Pădurea Cornetu este situata în partea de nord a Câmpiei Boianului la contactul cu Câmpia Gavanu-Burdea (subdiviziuni ale Câmpiei Române), în apropierea pârâului Urlui. 

## Flora

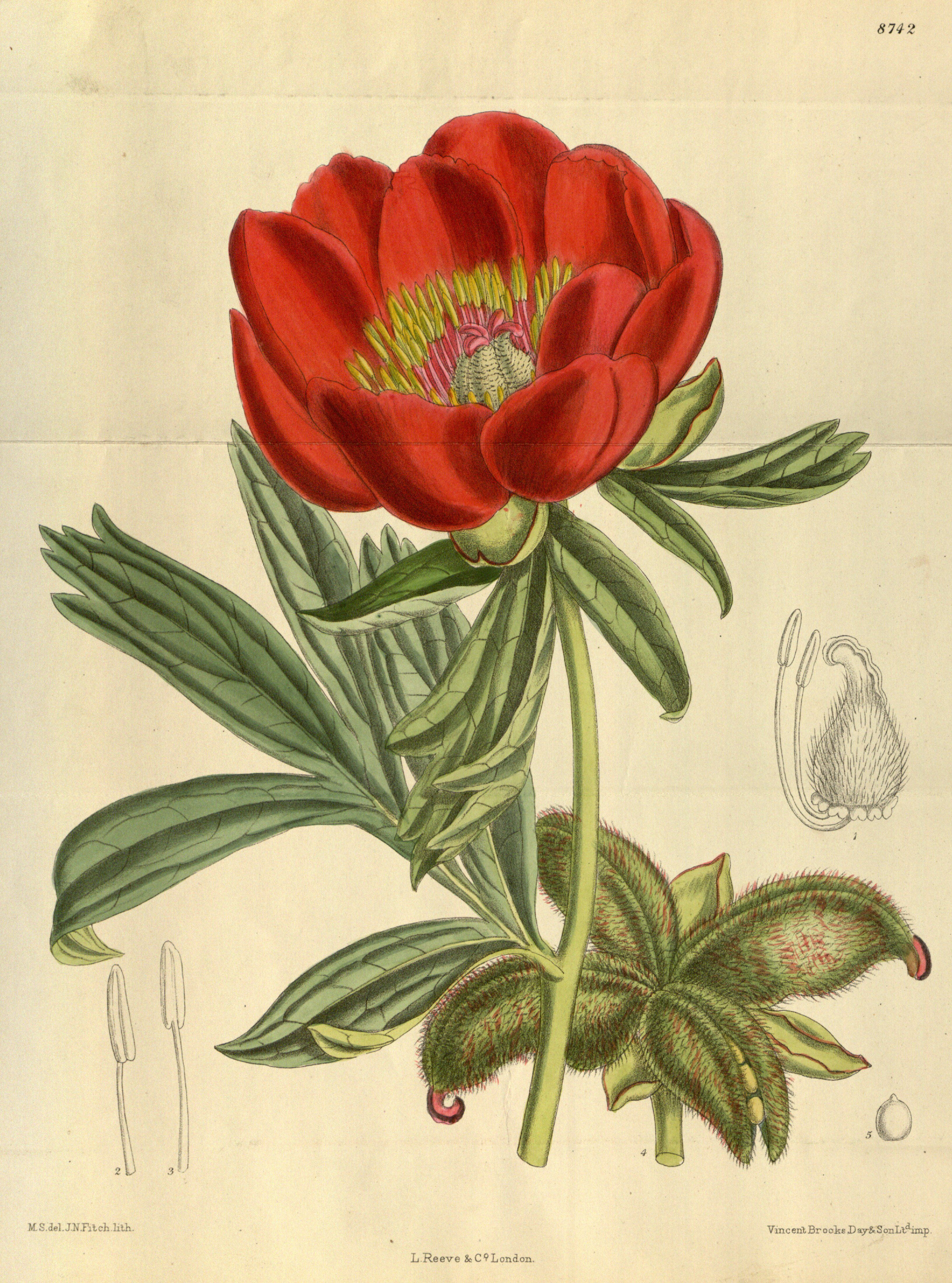
Bujor
Paeonia peregrina

Arboretele sunt formate din specii de stejar specifice zonei de silvostepă: 
- cer (Quercus cerris) în proporție de 95%
- gârniță (Quercus frainetto)
- tufan sau stejar pufos (Quercus pubescens)
- stejar brumăriu (Quercus pedunculiflora)

Pe lângă bujorul românesc (Paeonia Peregrina var. romanica) se întâlnesc si
degețelul lânos (Digitalis lanata), ruscuța de primăvară (Adonis vernalis), Salvia aethiopis.